# پرواز شماره ۶۸۹۵ هواپیمایی آسمان
پرواز شماره ۶۸۹۵ هواپیمایی آسمان (EP 6895) نام پروازی از مسیر بیشکک به تهران بود که لحظاتی پس از پرواز در نزدیکی بیشکک سقوط کرد. هواپیمای بوئینگ ۲۰۰–۷۳۷ که متعلق به شرکت ایتک ایر بود برای هواپیمایی آسمان مسافر جابجا می‌کرد. این هواپیما با کد EX-009 مورد شناسایی قرار می‌گرفت. هواپیما بیشکک در قرقیزستان را به مقصد فرودگاه امام خمینی ترک کرده بود که در ساعت ۲۰:۳۰ روز ۳ شهریور ۱۳۸۷ به وقت محلی در نزدیکی فرودگاه بین‌المللی مناس سقوط کرد و عده کثیری از مسافرین آن کشته شدند.

## تلفات
هواپیما ۹۰ سرنشین داشت که از این تعداد ۶۸ نفر کشته شدند. گزارش شد که ۲۲ نفر زنده مانده‌اند؛ و ۲ نفر از نجات‌یافتگان خدمهٔ پروازی بوده‌اند. اعضای یک تیم ورزشی جوانان قرقیزستان نیز در این پرواز در حال سفر به ایران بودند.
| ملیت      | مسافران | خدمه | مجموع | بازمانده‌ها |
| --------- | ------- | ---- | ----- | ---------- |
| قرقیزستان | ۲۴      | ۶    | ۳۰    | ۱۱         |
| ایران     | ۵۲      | ۱    | ۵۳    | ۱۰         |
| قزاقستان  | ۳       | ۰    | ۳     | ۰          |
| چین       | ۱       | ۰    | ۱     | ۰          |
| ترکیه     | ۱       | ۰    | ۱     | ۰          |
| کانادا    | ۲       | ۰    | ۲     | ۱          |
| مجموع     | ۸۳      | ۷    | ۹۰    | ۲۲         |